# Rosana Simón
Rosana Simón Alamo, née le 11 juillet 1989 à Los Llanos de Aridane (Espagne), est une taekwondoïste espagnole.

## Palmarès

### Jeux olympiques
- 11e aux Jeux olympiques 2008 à Pékin, (Chine)

### Championnats du monde
- Médaille de bronze des -68 kg du Championnat du monde 2011 à Gyeongju, (Corée du Sud)
- Médaille d'or des -68 kg du Championnat du monde 2009 à Copenhague, (Danemark)

### Championnats d'Europe
- Médaille d'or des +73 kg du Championnat d'Europe 2010 à Saint-Pétersbourg, (Russie)
- Médaille d'argent des +73 kg du Championnat d'Europe 2012 à Manchester (Royaume-Uni)
- Médaille de bronze des +73 kg du Championnat d'Europe 2016 à Montreux (Suisse)
- Médaille de bronze des +73 kg du Championnat d'Europe 2014 à Bakou (Azerbaïdjan)
- Médaille de bronze des +72 kg du Championnat d'Europe 2006 à Bonn, (Allemagne)